# 格拉特費登
格拉特費登（德語：Glattfelden）是瑞士联邦苏黎世州比拉赫区的市镇。该市镇面积为12.35平方千米，海拔高度387米，2018年12月31日人口数为5,202。

## 外部連結
- 格拉特费登官方网站 （页面存档备份，存于） （德文）